# Fabian Quoss
Fabian Quoss (* 9. April 1982 in Nürnberg) ist ein ehemaliger professioneller deutscher Pokerspieler.
Quoss hat sich mit Poker bei Live-Turnieren mehr als 9,5 Millionen US-Dollar erspielt und gehört damit zu den erfolgreichsten deutschen Pokerspielern. Er gewann 2014 das Super High Roller des PokerStars Caribbean Adventures auf den Bahamas und 2016 das Super High Roller der European Poker Tour in Monte-Carlo.

## Persönliches
Quoss legte das Abitur am Nürnberger Pirckheimer-Gymnasium ab. Im Anschluss studierte er an der Ludwig-Maximilians-Universität in München, brach das Studium jedoch aufgrund seiner Pokerkarriere ab. Er lebt in London.

## Pokerkarriere

### Werdegang
Quoss spielt auf der Onlinepoker-Plattform unter dem Nickname fabstinho.
Seine erste Geldplatzierung bei einem Live-Turnier erzielte Quoss im März 2008 in Wien. Im Juni 2009 war er erstmals bei der World Series of Poker im Rio All-Suite Hotel and Casino am Las Vegas Strip erfolgreich und belegte bei einem Turnier in der Variante No Limit Hold’em den zweiten Platz. Damit verpasste er den Gewinn eines Bracelets nur knapp und erhielt ein Preisgeld in Höhe von mehr als 400.000 US-Dollar. Im September 2010 gewann er die English Poker Open in London mit einer Siegprämie von umgerechnet rund 340.000 US-Dollar. Mitte August 2011 siegte Quoss auch bei der German Championship of Poker im King’s Resort in Rozvadov, was ihm rund 90.000 Euro einbrachte. Anfang Februar 2013 erreichte er bei der A$250.000 Challenge der Aussie Millions Poker Championship in Melbourne den Finaltisch und beendete das Turnier auf dem dritten Platz, für den er 750.000 Australische Dollar erhielt. Im Januar 2014 siegte Quoss beim Super-High-Roller-Event des PokerStars Caribbean Adventures auf den Bahamas und erhielt für diese Leistung sein bisher höchstes Preisgeld von über 1,5 Millionen US-Dollar. Ende Januar 2016 gewann er bei den Aussie Millions die A$100.000 Challenge mit einer Siegprämie von knapp 1,5 Millionen Australischen Dollar und belegte nur sieben Tage später bei der A$250.000 Challenge den mit knapp einer Million Australischen Dollar dotierten vierten Platz. Das Super High Roller der European Poker Tour in Monte-Carlo gewann Quoss Anfang Mai 2016 ebenfalls und erhielt dafür eine Siegprämie von knapp 850.000 Euro. Anfang Juli 2017 gewann Quoss am Las Vegas Strip seine für längere Zeit letzten Live-Preisgelder, ehe er im Januar 2020 beim Main Event der Aussie Millions die Preisgeldränge erreichte.

### Preisgeldübersicht
Die kumulierten Preisgelder je Jahr stammen aus der Hendon Mob Poker Database, die weltweite Turnierergebnisse aller Pokerspieler erfasst und in der Quoss bis 2018 gelistet war. Seitdem erspielte Preisgelder stammen daher aus anderen Quellen und sind als Mindestangaben zu verstehen.
| Jahr      | Preisgeld (in $) | Turniersiege |
| --------- | ---------------- | ------------ |
| 2008      | 1.125            | 0            |
| 2009      | 513.974          | 0            |
| 2010      | 595.850          | 1            |
| 2011      | 327.371          | 2            |
| 2012      | 544.322          | 1            |
| 2013      | 1.344.882        | 0            |
| 2014      | 3.127.745        | 2            |
| 2015      | 393.980          | 0            |
| 2016      | 2.769.327        | 3            |
| 2017      | 41.024           | 0            |
| 2018–2019 | 0                | 0            |
| 2020      | 56.644           | 0            |
| 2021      | 20.122           | 0            |
| 2022      | 34.259           | 0            |
| 2023      | 50.423           | 0            |
| gesamt    | 9.821.048        | 9            |